# John Gazzola
Hon. John Mario Gazzola (* 1957) ist ein australischer Politiker der Australian Labor Party (ALP), der unter anderem von 2002 bis 2018 Mitglied des South Australian Legislative Council sowie zwischen 2012 und 2014 Präsident des Legislativrates war.

## Leben
John Mario Gazzola war unter anderem als Sekretär der Australischen Kommunal-, Verwaltungs-, Büro- und Dienstleistungsgewerkschaft ASU (Australian Services Union) und wurde für die Australian Labor Party am 9. Februar 2002 erstmals zum Mitglied des South Australian Legislative Council gewählt, des Oberhauses des Parlaments von South Australia, dem er bis zum 16. März 2018 angehörte. Er wurde zu Beginn seiner Parlamentszugehörigkeit am 7. Mai 2002 Mitglied des Prüfungsausschusses für Gesetzgebung sowie des Druckereiausschusses und gehörte diesen beiden Ausschüssen durchgehend ebenfalls bis zum 16. März 2018 an. Daneben war er zwischen dem 7. Mai 2002 und dem 26. April 2006 Mitglied des Parlamentarischen Ausschusses für Arbeitssicherheit, Rehabilitation und Entschädigung sowie vom 7. Mai 2002 bis zum 10. November 2003 des Ausschusses für Umwelt, Ressourcen und Entwicklung. Des Weiteren war er zwischen dem 17. Juli 2003 und dem 17. März 2006 Mitglied eines Gemeinsamen Ausschusses für einen Verhaltenskodex für Parlamentsmitglieder und gehörte darüber hinaus vom 22. Oktober 2003 bis zum 17. Oktober 2012 mit einer kurzen Unterbrechung dem Ständigen Parlamentsausschuss für Ländereien der Aborigines als Mitglied an. Außerdem fungierte zwischen dem 27. April 2006 und dem 17. Dezember 2009 und erneut vom 6. Mai 2010 bis zum 12. Dezember 2013 Mitglied des Gemeinsamen Ausschusses für parlamentarische Dienste sowie zwischen dem 28. März und dem 25. September 2007 kurzzeitig als Mitglied des Ausschusses für Haushalt und Finanzen. In der 52. Legislaturperiode war er vom 6. Mai 2010 bis zum 12. Dezember 2013 Mitglied des Geschäftsordnungsausschusses und zwischen dem 6. Mai 2010 und dem 17. Oktober 2012 erneut des Parlamentarischen Ausschusses für Arbeitssicherheit, Rehabilitation und Entschädigung. Ferner war er vom 8. November 2011 bis zum 17. Oktober 2012 Mitglied des Prüfungsausschusses für gesetzliche Behörden und zeitgleich in Personalunion Mitglied des Ausschusses für soziale Entwicklung.
Als Nachfolger seines Parteifreundes Bob Sneath übernahm Gazzola am 16. Oktober 2012 das Amt als Präsident des Legislativrates und bekleidete dieses bis zum 5. Mai 2014, woraufhin sein Parteifreund Russell Wortley diesen Posten übernahm. Er war zuletzt vom 9. März 2016 und dem 16. März 2018 abermals Mitglied des Prüfungsausschusses für gesetzliche Behörden sowie ferner zwischen dem 28. Februar 2017 und dem 16. März 2018 Mitglied des Ausschusses für natürliche Ressourcen.

## Weblink
- Hon John Gazzola. In: Parlament von South Australia. Abgerufen am 28. März 2024 (englisch).